# Números locos
Números locos era un concurso de Antena 3 producido por Gestmusic Endemol, presentado por Carlos Sobera que se emitía de lunes a viernes en 2005. Se trata de una versión del formato francés Attention à la marche !

## Dinámica
En el concurso participaban a diario ocho concursantes, enfrentándose, en tres fases, a una batería de preguntas cuyas respuestas estaban relacionadas con números. Los concursantes competían entre sí en distintas eliminatorias hasta que quedaba uno solo que intentaba alcanzar el premio acumulado final.
Las preguntas lograban mantener un cierto equilibrio entre la suerte y los conocimientos de los concursantes pues, a pesar de que pudieran no conocer la respuesta exacta, los concursantes debían demostrar tener ciertos conocimientos (o, al menos, mucho sentido común) para dar una respuesta lo más aproximada posible.

## Fases
La primera fase consistía en que tres de los concursantes participaban en una serie de preguntas, cada uno tenía dos hombrecillos llamados mascotas, si fallaban una pregunta, perdían a una mascota, si perdían a las dos, quedaba eliminado, el último que quedaba pasaba a la siguiente fase. Se hacía dos veces la primera fase.
La segunda fase únicamente era para aumentar la cantidad de dinero, el concursante debía de poner en dos números del 1 al 12 dos "Chunguies" que son como unas caras enfadadas y locas, se le hacía una pregunta y si la fallaba debía de colocar uno más. Se giraba la ruleta si la aguja señalaba a un Chunguie, toda la cantidad acumulada, se perdía. Esta fase solo era para el ganador de la primera fase.
La tercera fase consistía en los dos concursantes de la fase anterior compitiendo entre sí para ver quien iba a la cuarta y última fase, se le hacía una pregunta al concursante y si la acertaba, se le colocaba una pieza a su mascota (eran 5 o 6), si por el contrario la fallaban, no conseguían nada, no´se colocaba la pieza ascendente, el ganador era el que consiguiese toda su mascota antes de que su oponente lo consiguiese.
La cuarta y última fase era para el concursante ganador, se mostraba un panel con nueve cifras y tres columnas en horizontal (había tres números por columna) y se le hacían tres preguntas (una por columna) donde había cuatro respuestas y debía elegir dos de ellas, si acertaba toda la pregunta, se apagaban dos números dejando una parte de la clave final, si acertaba una, solo se apagaba uno y al final deberá elegiruna de las dos, si no acertaba nada, no se apagaba ninguna y deberá elegir dos para apagar. Al final elige los números que sobraban (si eran más de uno por columna) y escribía en un ordenador los números restantes. Se abre la primera vez, la segunda vez y se abría o se cerraba completamente la caja fuerte.

## Premios
El premio acumulado (caja fuerte) era una cantidad a la que, partiendo de 5.000 €, en cada programa -si no era obtenido un concursante- se acumulaban otros 5.000 €. La cantidad mayor en juego fue de 60.000 €, acumulada durante 12 emisiones, y obtenida por varios concursantes en distintos programas.
Para obtener el bote era necesario conocer la combinación de tres números que abría la Caja Fuerte. Cada cifra podía ser obtenida directamente (eligiendo entre tres) conociendo las dos preguntas correctas -entre tres posibles- cuyo resultado era una cifra dada (p. ej. "21", ¿Qué día de febrero de 1988 fue elegido Julio Anguita como Secretario General del PCE?, ¿Cuántos años tenía Chelsea Cooley cuando fue elegida Miss USA 2005?, ¿Cuántas veces vistió la camiseta de la Selección Española de Fútbol Jacinto Quincoces?). Si acertaba una solo, eliminaba una cifra y debía elegir entre las dos que quedaban.

## Final
El programa fue retirado de la parrilla de la cadena, tan solo unos meses después de su estreno al no haber alcanzado los índices de audiencia esperados.